# Joan Martínez i Martínez
Joan Antoni Martínez i Martínez (Bocairent, 22 de desembre de 1960 - Bocairent, 9 de març de 2014) va ser un músic valencià, mestre de dolçaina i un dels referents en la recuperació i dignificació d'aquest instrument.

## Biografia

### Els inicis
Martínez (com era conegut al seu poble) s'inicia en la música com a oboista l'any 1968 a l'Associació Unió Musical de Bocairent. Continua els seus estudis al conservatori Josep Melcior Gomis d'Ontinyent i al Conservatori "Iturbi" de València. L'any 1978 començà a tocar la dolçaina de manera autodidàctica i va rellevar a les dansades de Bocairent al xirimiter "tio Putxero".

### De la dolçaina tradicional a les colles
Hereu de la tradició de les danses i transmissor d'un dels corpus més importants del repertori per a dolçaina, Joanet o Joano (com també el coneixien molts companys i amics) va participar des de l'inici en formacions com La Moma o Benibarralet amb altres pioners de l'instrument com Enric Gironés o Xavier Richart. Va ser un dels iniciadors de moltes escoles de dolçaina a les comarques centrals del País Valencià i va formar part d'aquella generació de dolçainers que va recollir la tradició oral dels últims dolçainers que quedaven a les darreries dels anys 70 i la va rellevar en el temps fent créixer l'àmbit, la difusió i les possibilitats de l'instrument. Ells van crear sistema d'ensenyament que va permetre una major difusió de l'instrument i la creació de noves formacions, les colles, que a l'estil de les bandes, van fer evolucionar els rols i els usos tradicionals de la xirimita. Van treballar la fisonomia de l'instrument, el van millorar i estandarditzat. Joan va ser un dels pioners també als anys 80 en la incorporació de la dolçaina junt amb les bandes en les composicions de música festera. Tota la seua generació de dolçainers es pot considerar influenciada per Joan Blasco "el mestre" que va ser professor de molts d'ells i que per molts és l pare de la dolçaina moderna.
Martínez va saber combinar el pes de la tradició procedent de l'oralitat amb la nova escola de dolçaina de final del XX i principi del XXI de la qual va ser un dels impulsors

### Director de colla
Fou el primer director de La Xafigà de Muro als anys 80 i va exercir com a director a El Regall d'Ontinyent, La Lligassa d'Atzeneta, El Braçal de Banyeres (1996-1999), el Grup de Ximitiers i Tabalers de l'Ajub de Bocairent (1994-2000). La Pedrera d'Albaida (2000-2014) i mestre i director de la colla Sol Major d'Alcoi (2000-2014). Ha sigut mestre a l'Escola Municipal de Muro i a l'Escola Comarcal de la Vall d'Albaida.

### Les danses de Sant Agustí
Joan Martínez va transcriure les dansades de Bocairent, tocades fins aleshores pel tio Putxero i les va interpretar ininterrompudament des de l'any 1978 fins al 2013, sempre en el marc de les festes de Sant Agustí.
Les dansades de Bocairent són un patrimoni cabdal dins de la música tradicional i formen un dels repertoris més característics i originals que encara hui s'interpreten amb la xirimita. En elles es troben tonades per ballar en rogle, en cadena i tonades que no es ballen. Destaca entre elles la dansada del Tio Pep, cançó popular valenciana coneguda arreu del País Valencià i dels Països Catalans.
Totes estes tonades van ser recollides a la fonoteca de materials editada per l'Institut Valencià de la Música i dirigida per Vicent Torrent, investigador i fundador del grup Al Tall. Martínez les va interpretar en el disc d'aquesta col·lecció, així com en el disc "La Serra i la Vall" del grup de danses Cardaors de Bocairent.

### La dolçaina a l'ensenyament
Va exercir una influència determinant als inicis del grup La Xafigà de Muro on va establir els fonaments d'una sonoritat especial i va engegar l'Escola de dolçaina de Muro. Va ser a més mestre a Escoles d'Alcoi, Vall d'Albaida, i ocupava la plaça de professor de dolçaina del Conservatori Municipal d'Albaida, on es va oferir per primera vegada l'ensenyament reglat de l'instrument.
Fou el primer mestre reconegut per Conselleria com a professor de dolçaina, impartint classe al Conservatori Municipal d'Albaida i a l'Escola de Música d'aquest poble. El 2011, fou membre del tribunal com a mestre especialista del premi final de grau al Conservatori Superior de València.